# Henri Raquet
Henri Raquet est un homme politique français né le 15 mars 1834 à Vers-sur-Selles (Somme) et décédé le 14 novembre 1912 à Amiens (Somme)
Professeur d'agriculture de 1873 à 1899, il est l'auteur de nombreux ouvrages. Il est sénateur de la Somme de 1901 à 1909 et siège au groupe de l'Alliance républicaine progressiste.

## Sources
- « Henri Raquet », dans le Dictionnaire des parlementaires français (1889-1940), sous la direction de Jean Jolly, PUF, 1960 [détail de l’édition]